# 波斯特爾冰原島峰
84°53′S 67°46′W / 84.883°S 67.767°W
波斯特爾冰原島峰（英語：Postel Nunatak）是南極洲的冰原島峰，位於伊利沙伯女皇地，處於斯內克嶺西南面15公里，屬於彭薩科拉山脈中帕圖克森特山脈的一部分，美國地質調查局根據測量和該國海軍的空中照片繪入地圖，現時由南極條約體系管理。